# Distrito de Aravan
El distrito de Aravan (en kirguís: Араван району) es uno de los rayones (distrito) de la provincia de Osh en Kirguistán. Tiene como capital el pueblo de Aravan, capital del aiyl okmotu llamado A.Yusupov.

## Subdivisiones
En total, el distrito incluye ocho comunidades rurales (aiyl okmotus). Cada comunidad rural incluye uno o varios pueblos. Los aiyl okmotu son:
1. Аllya Anarov aiyl okmotu (capital Jany-Aravan; otros pueblos Aravan, Achchi, Kara-Bulak, Sasyk-Üngkür)
2. A.Yusupov ayil okmotu (capital Aravan; otros pueblos Karrak, Oktyabr, Erke-Kashka, Sutkor)
3. Chekabad ayil okmotu (capital Kochubaev; otros pueblos Agronom, Jakshylyk, Jar-Kyshlak, Kukalapash, Maksim-Tobu, Pakhtachi, Tölöykan)
4. Kerme-Too ayil okmotu (capital Gulbakhor; otros pueblos Kichik-Alay, Kyundelyuk, Maydan-Tal, Min-Teke, Sary-Bulak, Chogom)
5. Mangyt ayil okmotu (capital Mangyt; otros pueblos Kesek, Kyzyl-Korgon, Tölöykön,  Jangy-Aryk)
6. Nur-Abad ayil okmotu (capital Kayragach-Aryk; otros pueblos Kakyr-Piltan, Langar)
7. Tepe-Korgon ayil okmotu (capital Tepe-Korgon; otros pueblos Arap, Internatsional, Kesov, Uygur-Abad, Chertik, Yangi-Abad, Jangy-Jol)
8. Tuya-Moyun ayil okmotu (capital Khauz; otros pueblos Ak-Shor, Jeke-Miste, Kerkidan, Nayman, Sary-Tash, Syrt)